# Mizuhara Hiroki
Hiroki Mizuhara (sinh ngày 15 tháng 1 năm 1975) là một cầu thủ bóng đá người Nhật Bản.

## Sự nghiệp câu lạc bộ
Hiroki Mizuhara đã từng chơi cho Nagoya Grampus Eight, Honda, Yokohama FC, Tokyo Verdy, Giravanz Kitakyushu và Kamatamare Sanuki.